# Hamnholmen, Lovisa
Hamnholmen är en ö i Finland. Den ligger i Finska viken och i kommunen Lovisa i landskapet Nyland, i den södra delen av landet. Ön ligger omkring 69 kilometer öster om Helsingfors.
Öns area är 20,2 hektar och dess största längd är 0,8 kilometer i sydöst-nordvästlig riktning.